# Stephen Woolley

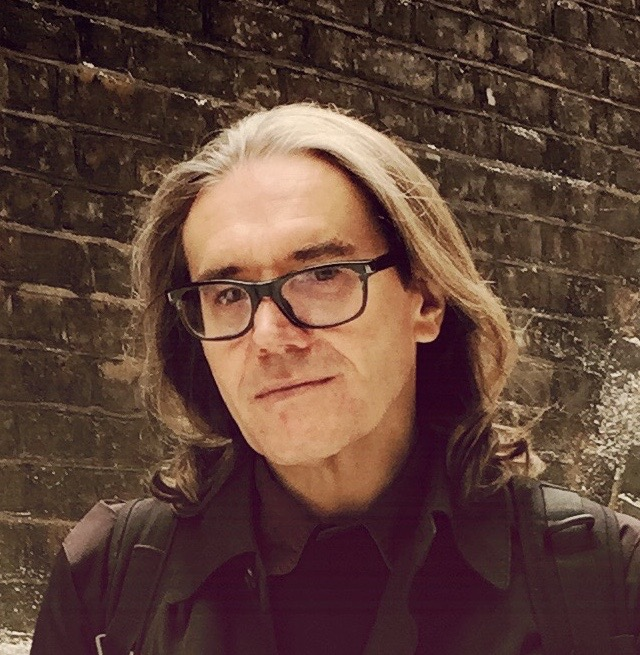
Stephen Woolley, 2015

Stephen Woolley (* 3. September 1956 in London) ist ein britischer Filmproduzent.

## Leben
Woolley begann seine Laufbahn als Produzent in den 1980er-Jahren mit Filmen wie Die Zeit der Wölfe, Chinese Boxes und der Serie The Worst of Hollywood. Er war bisher an mehr als 60 Produktionen beteiligt. Im Jahr 1993 wurde er für den von ihm produzierten Spielfilm The Crying Game mit dem London Critics’ Circle Film Award als Bester britischer Produzent und einem BAFTA-Award ausgezeichnet. Des Weiteren erhielt er eine Oscarnominierung in der Kategorie Bester Film.
2005 wurde der von ihm inszenierte Film Stoned veröffentlicht, seine bislang einzige Regiearbeit. Es handelt sich um eine Filmbiografie über den Musiker und The-Rolling-Stones-Mitbegründer Brian Jones.
Woolley ist mit der Filmproduzentin Elizabeth Karlsen verheiratet. Das Paar hat drei Töchter.

## Filmografie (Auswahl)
- 1983: The Worst of Hollywood
- 1984: Chinese Boxes
- 1984: Die Zeit der Wölfe (The Company of Wolves)
- 1986: Absolute Beginners – Junge Helden (Absolute Beginners)
- 1986: Mona Lisa
- 1988: High Spirits
- 1989: Scandal
- 1991: Ein Papst zum Küssen (The Pope Must Die)
- 1992: The Crying Game
- 1994: Backbeat
- 1994: Interview mit einem Vampir (Interview with the Vampire: The Vampire Chronicles)
- 1996: Michael Collins
- 1998: B. Monkey
- 1999: Jenseits der Träume (In Dreams)
- 1999: Das Ende einer Affäre (The End of the Affair)
- 2002: Der Dieb von Monte Carlo (The Good Thief)
- 2003: Intermission
- 2003: The Actors
- 2005: Breakfast on Pluto
- 2005: Stoned
- 2007: Die Zeit, die uns noch bleibt (When Did You Last See Your Father?)
- 2008: New York für Anfänger (How to Lose Friends & Alienate People)
- 2009: Kopfgeld – Perrier’s Bounty (Perrier’s Bounty)
- 2010: We Want Sex (Made in Dagenham)
- 2012: Byzantium
- 2012: Große Erwartungen (Great Expectations)
- 2015: Carol
- 2016: Ihre beste Stunde – Drehbuch einer Heldin (Their Finest)
- 2017: Am Strand (On Chesil Beach)
- 2018: Colette
- 2021: Ein Festtag (Mothering Sunday)
- 2022: Living – Einmal wirklich leben (Living)
- 2024: The Assessment
- 2024: Der Salzpfad (The Salt Path)